# Орли (Звенигородський район)
Орли́ — село в Україні, у Лисянській селищній громаді Звенигородського району Черкаської області.

## Загальні відомості
Підпорядковується Будищенській сільській раді.
Населення села становить 288 осіб (2005; 309 в 2001).
Орли розташовані на невеликому пагорбі на південній околиці містечка Лисянка. З усіх боків село оточене невеликими лісовими масивами.
Раніше з півночі село огинала вузькоколійна залізниця, на якій була розташована залізнична станція Орли. У 2003 році залізниця була розібрана та демонтована.
В селі знаходяться архітектурна пам'ятка історії польської доби, стародавній курган та пам'ятний знак на честь загиблих радянських воїнів.
Серед релігійних громад в селі присутні Українська православна церква Московського патріархату та Українська православна церква Київського патріархату[джерело?].
До Орлів підведений газопровід, який постачає селян блакитним паливом. Працюють фельдшерсько-акушерський пункт, сільські клуб та бібліотека.

## Населення
Згідно з переписом УРСР 1989 року чисельність наявного населення села становила 320 осіб, з яких 140 чоловіків та 180 жінок.
За переписом населення України 2001 року в селі мешкало 309 осіб.

### Мова
Розподіл населення за рідною мовою за даними перепису 2001 року:
| Мова       | Відсоток |
| ---------- | -------- |
| українська | 99,35 %  |
| російська  | 0,32 %   |
| інші       | 0,33 %   |